# Liste des représentants des États-Unis pour l'Idaho
Depuis le recensement de 2000, l'État de l'Idaho dispose de deux représentants à la Chambre des représentants des États-Unis.

## Délégation au 119econgrès (2025-2027)
| District     | District et nom | District et nom | Début du mandat                               | Parti | Parti       |
| ------------ | --------------- | --------------- | --------------------------------------------- | ----- | ----------- |
| 1er district | Russ Fulcher    |                 | 3 janvier 2019 (6 ans et 6 mois)              |       | Républicain |
| 2e district  | Mike Simpson    |                 | 17 décembre 1999 (25 ans, 6 mois et 16 jours) |       | Républicain |

### Démographie

#### par parti politique
- deux républicains

#### par sexe
- deux hommes

#### par race
- deux Blancs

## Délégations historiques

### De 1890 à 1913
Lorsque l'Idaho devient un État à part entière de l'Union en 1890, il élit alors un représentant au Congrès.
| Congrès                 | Représentant | Représentant | Représentant                               |
| ----------------------- | ------------ | ------------ | ------------------------------------------ |
| 51e congrès (1889-1891) |              |              | Willis Sweet (en) (Républicain)            |
| 52e congrès (1891-1893) |              |              | Willis Sweet (en) (Républicain)            |
| 53e congrès (1893-1895) |              |              | Willis Sweet (en) (Républicain)            |
| 54e congrès (1895-1897) |              |              | Edgar Wilson (en) (Républicain)            |
| 55e congrès (1897-1899) |              |              | James Gunn (en) (Populiste)                |
| 56e congrès (1899-1901) |              |              | Edgar Wilson (en) (Silver Republican (en)) |
| 57e congrès (1901-1903) |              |              | Thomas L. Glenn (en) (Populiste)           |
| 58e congrès (1903-1905) |              |              | Burton L. French (en) (Républicain)        |
| 59e congrès (1905-1907) |              |              | Burton L. French (en) (Républicain)        |
| 60e congrès (1907-1909) |              |              | Burton L. French (en) (Républicain)        |
| 61e congrès (1909-1911) |              |              | Thomas Ray Hamer (en) (Républicain)        |
| 62e congrès (1911-1913) |              |              | Burton L. French (en) (Républicain)        |

### De 1913 à 1919
Après le recensement des États-Unis de 1910, l'Idaho gagne un deuxième siège de représentant. De 1913 à 1919, les représentants sont élus dans le même district (district at-large), comprenant l'ensemble de l'État.
| Représentant du siège A | Représentant du siège A                | Représentant du siège A | Congrès                 | Représentant du siège B | Représentant du siège B | Représentant du siège B             |
| ----------------------- | -------------------------------------- | ----------------------- | ----------------------- | ----------------------- | ----------------------- | ----------------------------------- |
|                         | Burton L. French (en) (Républicain)    |                         | 63e congrès (1913-1915) |                         |                         | Addison T. Smith (en) (Républicain) |
|                         | Robert M. McCracken (en) (Républicain) |                         | 64e congrès (1915-1917) |                         |                         | Addison T. Smith (en) (Républicain) |
|                         | Burton L. French (en) (Républicain)    |                         | 65e congrès (1917-1919) |                         |                         | Addison T. Smith (en) (Républicain) |

### Depuis 1919
Depuis 1919, les deux représentants de l'Idaho sont élus au sein de deux districts congressionnels.
| Représentant du 1er district | Représentant du 1er district        | Représentant du 1er district | Congrès                  | Représentant du 2e district        | Représentant du 2e district | Représentant du 2e district         |
| ---------------------------- | ----------------------------------- | ---------------------------- | ------------------------ | ---------------------------------- | --------------------------- | ----------------------------------- |
|                              | Burton L. French (en) (Républicain) |                              | 66e congrès (1919-1921)  |                                    |                             | Addison T. Smith (en) (Républicain) |
| 67e congrès (1921-1923)      | Burton L. French (en) (Républicain) |                              |                          |                                    |                             | Addison T. Smith (en) (Républicain) |
| 68e congrès (1923-1925)      | Burton L. French (en) (Républicain) |                              |                          |                                    |                             | Addison T. Smith (en) (Républicain) |
| 69e congrès (1925-1927)      | Burton L. French (en) (Républicain) |                              |                          |                                    |                             | Addison T. Smith (en) (Républicain) |
| 70e congrès (1927-1929)      | Burton L. French (en) (Républicain) |                              |                          |                                    |                             | Addison T. Smith (en) (Républicain) |
| 71e congrès (1929-1931)      | Burton L. French (en) (Républicain) |                              |                          |                                    |                             | Addison T. Smith (en) (Républicain) |
| 72e congrès (1931-1933)      | Burton L. French (en) (Républicain) |                              |                          |                                    |                             | Addison T. Smith (en) (Républicain) |
|                              | Compton I. White (en) (Démocrate)   |                              | 73e congrès (1933-1935)  |                                    |                             | Thomas C. Coffin (en) (Démocrate)   |
| 74e congrès (1935-1937)      | Compton I. White (en) (Démocrate)   |                              |                          | D. Worth Clark (en) (Démocrate)    |                             |                                     |
| 75e congrès (1937-1939)      | Compton I. White (en) (Démocrate)   |                              |                          | D. Worth Clark (en) (Démocrate)    |                             |                                     |
| 76e congrès (1939-1941)      | Compton I. White (en) (Démocrate)   |                              |                          | Henry Dworshak (en) (Républicain)  |                             |                                     |
| 77e congrès (1941-1943)      | Compton I. White (en) (Démocrate)   |                              |                          | Henry Dworshak (en) (Républicain)  |                             |                                     |
| 78e congrès (1943-1945)      | Compton I. White (en) (Démocrate)   |                              |                          | Henry Dworshak (en) (Républicain)  |                             |                                     |
| 79e congrès (1945-1947)      | Compton I. White (en) (Démocrate)   |                              |                          | Henry Dworshak (en) (Républicain)  |                             |                                     |
|                              | Abe Goff (en) (Républicain)         |                              | 80e congrès (1947-1949)  |                                    |                             | John C. Sanborn (en) (Républicain)  |
|                              | Compton I. White (en) (Démocrate)   |                              | 81e congrès (1949-1951)  |                                    |                             | John C. Sanborn (en) (Républicain)  |
|                              | John T. Wood (en) (Républicain)     |                              | 82e congrès (1951-1953)  |                                    |                             | Hamer H. Budge (en) (Républicain)   |
|                              | Gracie Pfost (en) (Démocrate)       |                              | 83e congrès (1953-1955)  |                                    |                             | Hamer H. Budge (en) (Républicain)   |
| 84e congrès (1955-1957)      | Gracie Pfost (en) (Démocrate)       |                              |                          |                                    |                             | Hamer H. Budge (en) (Républicain)   |
| 85e congrès (1957-1959)      | Gracie Pfost (en) (Démocrate)       |                              |                          |                                    |                             | Hamer H. Budge (en) (Républicain)   |
| 86e congrès (1959-1961)      | Gracie Pfost (en) (Démocrate)       |                              |                          |                                    |                             | Hamer H. Budge (en) (Républicain)   |
| 87e congrès (1961-1963)      | Gracie Pfost (en) (Démocrate)       |                              |                          | Ralph R. Harding (en) (Démocrate)  |                             |                                     |
|                              | Compton White, Jr. (en) (Démocrate) |                              | 88e congrès (1963-1965)  | Ralph R. Harding (en) (Démocrate)  |                             |                                     |
| 89e congrès (1965-1967)      | Compton White, Jr. (en) (Démocrate) |                              |                          | George V. Hansen (Républicain)     |                             |                                     |
|                              | Jim McClure (en) (Républicain)      |                              | 90e congrès (1967-1969)  | George V. Hansen (Républicain)     |                             |                                     |
| 91e congrès (1969-1971)      | Jim McClure (en) (Républicain)      |                              |                          | Orval H. Hansen (en) (Républicain) |                             |                                     |
| 92e congrès (1971-1973)      | Jim McClure (en) (Républicain)      |                              |                          | Orval H. Hansen (en) (Républicain) |                             |                                     |
|                              | Steve Symms (Républicain)           |                              | 93e congrès (1973-1975)  | Orval H. Hansen (en) (Républicain) |                             |                                     |
| 94e congrès (1975-1977)      | Steve Symms (Républicain)           |                              |                          | George V. Hansen (Républicain)     |                             |                                     |
| 95e congrès (1977-1979)      | Steve Symms (Républicain)           |                              |                          | George V. Hansen (Républicain)     |                             |                                     |
| 96e congrès (1979-1981)      | Steve Symms (Républicain)           |                              |                          | George V. Hansen (Républicain)     |                             |                                     |
|                              | Larry Craig (Républicain)           |                              | 97e congrès (1981-1983)  | George V. Hansen (Républicain)     |                             |                                     |
| 98e congrès (1983-1985)      | Larry Craig (Républicain)           |                              |                          | George V. Hansen (Républicain)     |                             |                                     |
| 99e congrès (1985-1987)      | Larry Craig (Républicain)           |                              |                          | Richard H. Stallings (Démocrate)   |                             |                                     |
| 100e congrès (1987-1989)     | Larry Craig (Républicain)           |                              |                          | Richard H. Stallings (Démocrate)   |                             |                                     |
| 101e congrès (1989-1991)     | Larry Craig (Républicain)           |                              |                          | Richard H. Stallings (Démocrate)   |                             |                                     |
|                              | Larry LaRocco (Démocrate)           |                              | 102e congrès (1991-1993) | Richard H. Stallings (Démocrate)   |                             |                                     |
| 103e congrès (1993-1995)     | Larry LaRocco (Démocrate)           |                              |                          | Mike Crapo (Républicain)           |                             |                                     |
|                              | Helen Chenoweth-Hage (Républicain)  |                              | 104e congrès (1995-1997) | Mike Crapo (Républicain)           |                             |                                     |
| 105e congrès (1997-1999)     | Helen Chenoweth-Hage (Républicain)  |                              |                          | Mike Crapo (Républicain)           |                             |                                     |
| 106e congrès (1999-2001)     | Helen Chenoweth-Hage (Républicain)  |                              |                          | Mike Simpson (Républicain)         |                             |                                     |
|                              | Butch Otter (Républicain)           |                              | 107e congrès (2001-2003) | Mike Simpson (Républicain)         |                             |                                     |
| 108e congrès (2003-2005)     | Butch Otter (Républicain)           |                              |                          | Mike Simpson (Républicain)         |                             |                                     |
| 109e congrès (2005-2007)     | Butch Otter (Républicain)           |                              |                          | Mike Simpson (Républicain)         |                             |                                     |
|                              | Bill Sali (Républicain)             |                              | 110e congrès (2007-2009) | Mike Simpson (Républicain)         |                             |                                     |
|                              | Walt Minnick (Démocrate)            |                              | 111e congrès (2009-2011) | Mike Simpson (Républicain)         |                             |                                     |
|                              | Raúl Labrador (Républicain)         |                              | 112e congrès (2011-2013) | Mike Simpson (Républicain)         |                             |                                     |
| 113e congrès (2013-2015)     | Raúl Labrador (Républicain)         |                              |                          | Mike Simpson (Républicain)         |                             |                                     |
| 114e congrès (2015-2017)     | Raúl Labrador (Républicain)         |                              |                          | Mike Simpson (Républicain)         |                             |                                     |
| 115e congrès (2017-2019)     | Raúl Labrador (Républicain)         |                              |                          | Mike Simpson (Républicain)         |                             |                                     |
|                              | Russ Fulcher (Républicain)          |                              | 116e congrès (2019-2021) | Mike Simpson (Républicain)         |                             |                                     |
| 117e congrès (2021-2023)     | Russ Fulcher (Républicain)          |                              |                          | Mike Simpson (Républicain)         |                             |                                     |
| 118e congrès (2023-2025)     | Russ Fulcher (Républicain)          |                              |                          | Mike Simpson (Républicain)         |                             |                                     |

## Premières
- Gracie Pfost est la première à représenter l'État au Congrès en 1953.